# Crépy-en-Valois
Crépy-en-Valois este o comună în departamentul Oise, Franța. În 1 ianuarie 2022 avea o populație de 14.243 de locuitori.

## Personalități născute aici
- Marcel Bonnaud (1935 - 2010), actor, regizor.